# Раменье (Андреапольский район)
Раменье — нежилая деревня в Андреапольском районе Тверской области. Входит в состав Андреапольского сельского поселения.

## География
Деревня расположена к югу от автодороги Андреаполь — Хотилицы в 7 км к западу от районного центра. Находится на берегу реки Грустенька.

## История
На топографической трёхвёрстной карте Фёдора Шуберта, изданной в 1871 году, обозначена деревня Раменье. Имела 8 дворов.
На карте РККА 1923—1941 годов обозначена деревня Раменье. Имела 24 двора.

## Население
| 2002 | 2010 |
| ---- | ---- |
| 0    | →0   |